# Enamora't
Enamora't (títol original en anglès: How to Deal) és una pel·lícula estatunidenca de 2003, dirigida per Clare Kilner i protagonitzada per Allison Janney, Peter Gallagher i Trent Ford. Ha estat doblada al català.

## Argument
Amb 17 anys hi ha poques coses que vinguin de gust més que experimentar l'amor en tota la seva extensió. Més si, com Halley Martin, tens una mare, Lydia, amargada per la tramitació del seu divorci; un pare, Len, que s'ha escapat amb una joveneta; una germana, Ashley, que està a punt de casar-se; i la millor amiga, Scarlett, que està boja amb el seu primer xicot formal. Així que Halley es proposa no caure davant d'un idil·li de conte de fades i buscar l'amor de veritat. Però no serà una recerca fàcil, sobretot quan apareix en la seva complicada vida Macon Forrester. Quan la jove s'adona que s'està enamorant d'ell es veurà obligada a afrontar les seves pors.

## Repartiment
- Mandy Moore - Halley Marie Martin
- Allison Janney - Lydia Williams Martin
- Trent Ford - Macon Forrester
- Alexandra Holden - Scarlett Smith
- Dylan Baker - Steve Beckwith
- Nina Foch - Àvia Williams
- Mackenzie Astin - Lewis Gibson Warsher II
- Connie Ray - Marion Smith
- Mary Garrison - Ashley Renee Martin
- Sonja Smits - Carol Warsher
- Laura Catalano - Lorna Queen
- Ray Kahnert - Donald Sherwood
- Andrew Gillies - Buck Warsher
- John White - Michael Sherwood
- Alison MacLeod - Sharon Sherwood
- Bill Lake - Ed
- Charlotte Sullivan - Elizabeth Gunderson
- Philip Akin - Mr. Bowden
- Ennis Esmer - Ronnie